# Kikito
O Kikito é o símbolo e prêmio máximo concedido no Festival de Gramado, um dos mais importantes e reconhecidos prêmios do cinema brasileiro. Criado por Elisabeth Rosenfeld  
Vida e trajetória de Elisabeth Rosenfeld
Origens e primeiros anos
- Elisabeth Rosenfeld nasceu na Alemanha, em Flensburg, e imigrou para o Brasil ainda criança com sua família, em 1927, fixando-se inicialmente no Rio de Janeiro. Mais tarde, mudaram-se para São Paulo  .
- Demonstrou inclinação artística desde cedo e dedicou-se a estudar artesanato: cursou dois anos em uma escola têxtil em São Paulo, especializando-se em escultura de madeira  .

Gramado e sua contribuição ao artesanato
- Por volta de 1964, já residindo em Gramado, Rosenfeld começou a ministrar cursos noturnos de tecelagem, pintura em cerâmica e pintura de móveis, iniciando sua atuação como formadora de talentos locais  .
- Em 1965, fundou o primeiro ponto comercial de artesanato na cidade: o Artesanato Gramadense. Isso impulsionou uma transformação cultural e econômica — quinze anos depois, Gramado já era conhecida como a “cidade do artesanato”  .

Criação do Kikito
- Em 1966, Elisabeth criou uma pequena estatueta em estilo artesanal de madeira imbuia, simbolizando o que ela chamou de “Deus do bom-humor”. Inicialmente, era um presente informal para amigos  .
- Em 1972, essa figura passou a ser usada como troféu na primeira Feira Nacional de Artesanato de Gramado  .
- No ano seguinte, 1973, já no contexto do nascimento do Festival de Cinema de Gramado, o artesão Orival da Silva Marques (“Xixo”) foi escolhido para esculpir a estatueta em madeira – marcando o início da trajetória oficial do Kikito como prêmio cinematográfico  .

Legado cultural e homenagens
- Após seu falecimento em 1980, Rosenfeld continuou sendo muito lembrada e reverenciada como uma figura pioneira do artesanato local, especialmente pela criação do símbolo do Festival de Cinema  .
- Em 2022, o Kikito foi oficialmente declarado patrimônio cultural de Gramado pela Câmara de Vereadores, reconhecendo sua importância simbólica para a cidade — e destacando o papel fundamental de Elisabeth como criadora  .
- Na mesma cerimônia, foi anunciado o trâmite do projeto para criação do “Troféu Elisabeth Rosenfeld”, em homenagem direta a ela  .
- Além disso, Gramado manteve vivo seu legado com a construção da Vila do Artesão Elisabeth Rosenfeld, um espaço dedicado à valorização do artesanato local, inaugurado próximo ao Lago Negro  .
- Recentemente, foi reaberto e revitalizado o Teatro Elisabeth Rosenfeld, da Câmara de Vereadores, com placas, fotos e a assinatura da própria artesã presentes no espaço, reforçando seu legado cultural na cidade  .

e reproduzido pelo escultor Orival da Silva Marques, o Xixo, nascido em Bom Retiro do Sul e domiciliado na cidade de Gramado desde a década de 70, sendo membro da Associação de Artesanato,  Xixo esculpiu o prêmio do Festival do Cinema entre os anos de 1973 e 1989 em madeira.

## História
O nome do prêmio foi atribuído por Elisabeth Rosenfeld, artesã da cidade de Gramado, e responsável pela criação da estatueta com que são laureados os vencedores.
Inicialmente, o Kikito era o símbolo da cidade e, mais tarde, tornou-se o troféu do festival. O Kikito é uma figura risonha, um "deus do bom-humor", com 33 centímetros de altura.
Apesar de muitas vezes referido erroneamente como "Kikito de Ouro", numa confusão com prêmios de outros festivais, como a Palma de Ouro de Cannes ou o Leão de Ouro de Veneza, o Kikito até 1988 era confeccionado com madeira imbuia, inicialmente pelo artesão gramadense Nailor Benetti, que depois de alguns anos passou para o "Xixo" e atualmente é fabricado em bronze.

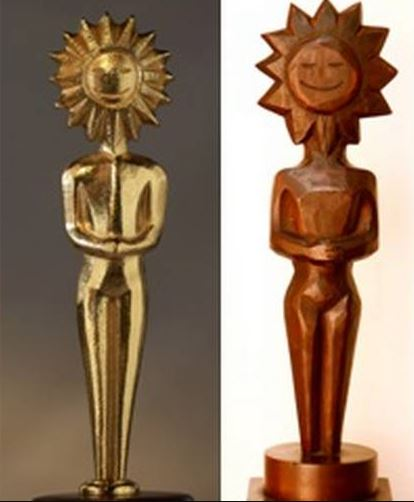
Kikito Bronze (Esq) - Imbuia (Dir)